# 云谷路
云谷路，为中国安徽省合肥市的一条东西方向干道，得名自黄山风景区中的云谷寺，东起滨湖新区境内环湖北路，西至肥西县望水路。已建成长度17.7公里。

## 轨道交通
- █ 3号线：安医一附院南区
- █ 5号线：云川公园⇄清水冲⇄云谷路⇄华山路⇄沈湾⇄渡江纪念馆